# T2 3-D: Battle Across Time
T2 3-D: Battle Across Time (tdl. T2 3-D: La Batalla a través del tiempo), estilizada como T2 3-D, es una atracción que combina una película 3D y actuación en vivo presente en el parque temático Universal Studios Japan, con anterioridad en Universal Studios Florida y Universal Studios Hollywood. La atracción es una mini secuela de Terminator 2: El juicio final (1991), de la franquicia estadounidense Terminator. Su producción reunió al director James Cameron y al elenco principal de Terminator 2, compuesto por Arnold Schwarzenegger como Terminator (T-800), Linda Hamilton como Sarah Connor, Edward Furlong como John Connor y Robert Patrick como el T-1000. El espectáculo consta de dos partes; una previa donde una presentadora de Cyberdyne Systems muestra a los invitados una breve presentación en video sobre las innovaciones de la compañía, y la principal, donde los artistas en vivo interactúan con una película en 3D.
Su planificación comenzó en torno a 1990 por petición de Jay Stein, presidente y director ejecutivo de Universal Parks & Resorts, quien solicitó que Gary Goddard se encargara. Goddard pidió ayuda a Cameron que, aunque al principió se negó, finalmente aceptó el proyecto e incluso se animó a colaborar de manera activa. La grabación de la película se produjo entre mayo y junio de 1995, en localizaciones como una mina abandonada ubicada en Eagle Mountain, al norte de Desert Center (California). Se invirtieron un total de 60 millones USD en el proyecto; 24 millones USD en la película y 36 millones USD en la atracción original de Florida. Con doce minutos de metraje, se convirtió en la película más cara de la historia por minuto.
La atracción se abrió al público por primera vez el 27 de abril de 1996, en la sección Hollywood del parque floridano; por otro lado, se clausuró el 8 de octubre de 2017. En Universal Studios Hollywood se inauguró el 6 de mayo de 1999 con ubicación en el sector Upper Lot, mientras que se cerró el 31 de diciembre de 2012. En el parque temático nipón abrió el 31 de marzo de 2001 en la sección New York y es el único sitio donde todavía se encuentra en uso. Por otro lado, para complementar T2 3-D: Battle Across Time se crearon otras instalaciones como una estación de radio, tiendas y restaurantes relacionados con la franquicia.

## Experiencia

### Espera y espectáculo previo
La cola presenta docenas de monitores de televisión que muestran una serie de segmentos de video sobre las últimas innovaciones y productos de Cyberdyne Systems. Las grabaciones también incluyen canciones presentes en la película Terminator 2: El juicio final como «Bad to the Bone» (de George Thorogood) y «Guitars, Cadillacs» (Dwight Yoakam), así como un videoclip con una interpretación de «La bamba» desde Costa Rica. Mezclados en el ciclo de video hay imágenes en vivo de la audiencia que espera (a modo de circuito cerrado de televisión) y dos breves bocetos cómicos de «invitados» que entran en conflicto con la seguridad de Cyberdyne, ya sea electrocutados por un dispositivo de seguridad o arrestados por el personal de seguridad. Justo antes de ingresar al auditorio previo al espectáculo, los invitados pasan por un quiosco no tripulado donde recogen un par de gafas 3D para el evento principal.
Kimberley Duncan presenta el espectáculo previo al principal en el «Miles Bennett Dyson Memorial Auditorium», en honor al personaje Miles Dyson. La audiencia se pone de pie y se muestra un video promocional sobre las numerosas contribuciones tecnológicas de Cyberdyne para que después John (Edward Furlong) y su madre, Sarah Connor (Linda Hamilton), interfieran, advirtiendo a la audiencia sobre Skynet y la futura guerra contra las máquinas; invitan a los participantes a salir de la sala. A medida que continúa el video, se puede ver a Duncan hablando por teléfono, diciéndole a alguien que encuentre a John y Sarah. Una vez que termina el cortometraje, Duncan le dice a la audiencia que ignore las advertencias de los Connor y sigan adelante.
En uno de los segmentos sobre la tecnología del futuro en los deportes sale el jugador de baloncesto Shaquille O'Neal para demostrar cómo un ojo robótico puede ayudar a lanzar un tiro libre perfecto. El video promocional se actualizó en 2015 para incluir referencias a las películas Terminator Salvation (2009) y Terminator Génesis (2015).

### Espectáculo principal

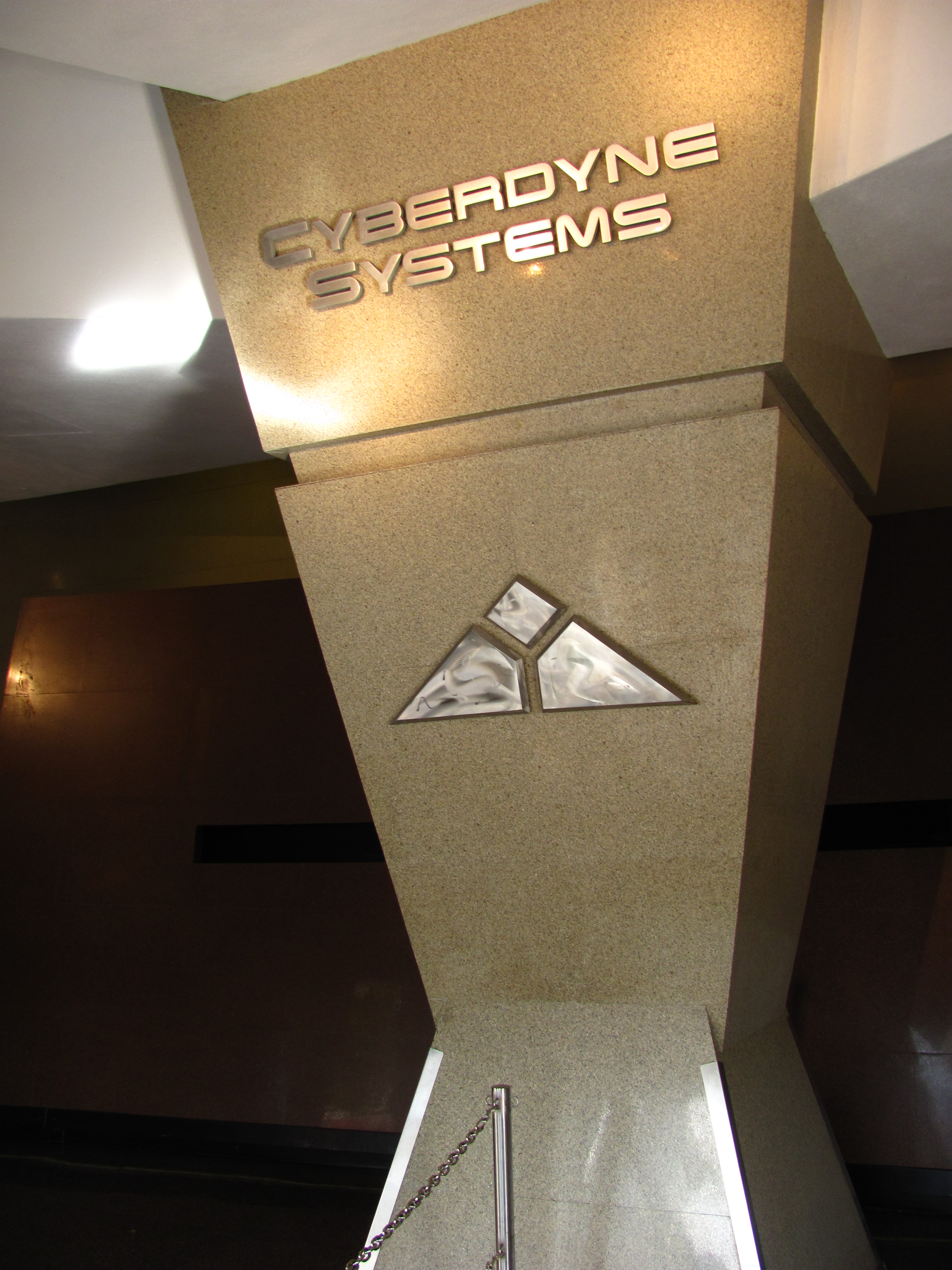
Señal de Cyberdyne Systems, en el parque de Florida

Los participantes son conducidos a un gran teatro para ver una demostración de la creación más reciente de Cyberdyne, «Cyberdyne Series 70 Autonomous Infantry Unit» (una serie de Terminator llamada T-70). Una vez que los invitados están sentados, se les dice que se pongan sus gafas 3D para ver una demostración de los T-70 en acción. Después de esta breve exhibición, John y Sarah llegan e interrumpen el proceso; desactivan las alarmas de seguridad y obligan a Duncan a apagar los T-70. Sin embargo, se enfrentan con armas automáticas a un T-1000 (Robert Patrick) del futuro. Duncan es asesinada por el T-1000 mientras intentaba detenerlo, ya que la confunde con un oficial de policía. Un T-800 (Arnold Schwarzenegger) irrumpe en la pantalla de la película a través de un «portal del tiempo» con su motocicleta Harley-Davidson, mediante un actor en vivo que conduce para rescatar a John. Aprovecha el portal para llevar al niño a la guerra futura entre humanos y máquinas a la par que Sarah se queda en el presente, con el T-1000 tras ella. John y el T-800 se abren paso en un paisaje devastado por la guerra mientras se dirigen hacia Skynet. En el camino, son perseguidos por un Hunter-Killer volador, cuatro Mini-Hunters y un endoesqueleto de Terminator.
John y el T-800 penetran con éxito en las instalaciones de Skynet y descienden con la audiencia al núcleo central de Skynet, donde luchan contra el T-1000000, una construcción gigante de metal líquido similar a una araña. El T-800 envía a John a una máquina del tiempo cercana que lo lleva de regreso al presente mientras él se queda atrás para destruir a Skynet y al T-1000000. El espectáculo termina con el desbarate de Skynet, con lo que Sarah y John acaban en el presente. Durante la aniquilación del T-1000000, se rocía agua como forma de hacer sentir la explosión al público, así como humo; los asientos del auditorio también se tambalean con una caída repentina. Como final, Sarah narra que siente que le debe la vida a Terminator por haber salvado a John. Durante el relato, la cara de un endoesqueleto de Terminator llena la pantalla, transformándose en la faz de Schwarzenegger antes de que la película se vuelva negra.

## Personajes

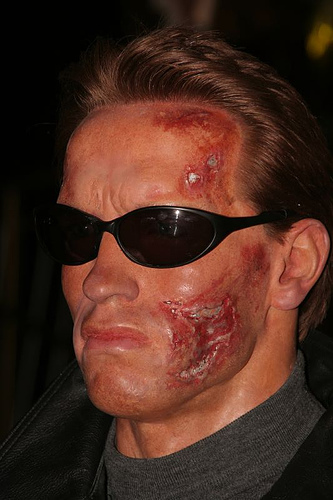
Representación del T-800 en el Museo Madame Tussauds

- Kimberley Duncan: directora de relaciones comunitarias y control de medios de Cyberdyne Systems. Es interpretada por el personal del parque y viste con una camisa roja.[7]
- T-800 (Arnold Schwarzenegger): cíborg enviado por el John Connor del futuro para salvarse a sí mismo en el pasado.[8] Aparece en una moto.[4]
- John Connor (Edward Furlong): hijo de Sarah Connor que es buscado por T-1000.[8]
- Sarah Connor (Linda Hamilton): es la madre de John. Trató de hacer estallar Cyberdyne, pero fracasó y fue arrestada e ingresada en un hospital psiquiátrico.[8] En el cortometraje aconseja a los huéspedes que evacuen Cyberdyne Systems con John.[4]
- T-1000 (Robert Patrick): es un cíborg de metal líquido enviado por Skynet en el futuro para matar al John del pasado. Puede imitar lo que toca directamente y adaptó aspecto de policía, pues asesinó a un oficial.[8]
- T-1000000: es el último invento de Cyberdyne. Se trata de una gran versión en forma de araña del T-1000 que defiende la CPU de Skynet de los ataques.[9] Al igual que el T-1000, está hecho de «polialeación mimética», lo que le permite convertir sus piernas en armas punzantes.[10] El único T-1000000 conocido fue destrozado cuando se destruyó el núcleo de Skynet.[11]
- T-70: son varios robots grandes de efectos prácticos, diseñados como soldados mecánicos, con grandes ametralladoras en sus brazos.[12] Son los primeros modelos de Terminador que se ha demostrado que tienen una forma humanoide con brazos y piernas,[9] y son un predecesor directo del T-800. Miden 2,4 metros (8 pies) de altura y se alinean en las paredes de la arena.[12]

Por otro lado, Jim Cummings actúa como narrador del vídeo y Mark Kriski pone su voz como presentador de Cyberdyne.

## Producción

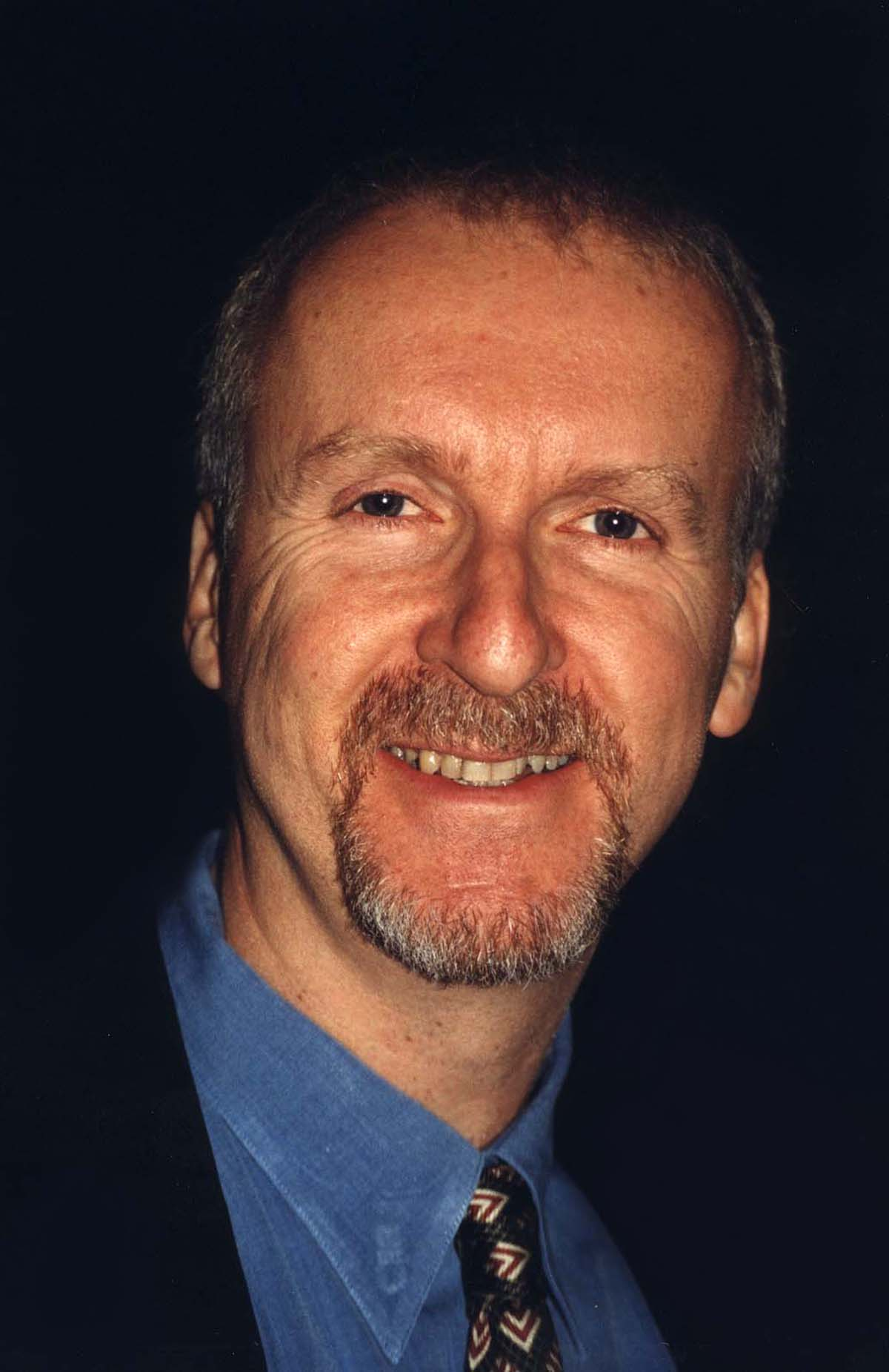
James Cameron (2000), uno de los directores del cortometraje

La planificación inicial de T2 3-D: Battle Across Time comenzó a principios de la década de los noventa. Jay Stein, presidente y director ejecutivo de Universal Parks & Resorts en ese momento, pidió a Gary Goddard y a su equipo Landmark Entertainment que desarrollaran un espectáculo basado en la franquicia Terminator. Goodard solicitó el permiso de MCA Planning and Development (más tarde Universal Creative) para transformar este concepto en una presentación teatral con una película en 3D, acción en vivo y pirotecnia. Después de un año y medio de desarrollo, MCA Planning and Development y Landmark Entertainment acudieron a la productora Lightstorm Entertainment, propiedad de James Cameron, para obtener la aprobación final. Aunque Cameron originalmente estaba en contra de la idea de que Universal tomara su franquicia Terminator y la convirtiera en una atracción, encontró que los guiones gráficos y todo el concepto eran «geniales», por lo que dio luz verde al proyecto.
En una entrevista posterior, Goddard declaró: «Vi Terminator 2 y pensé, “Dios mío, ¿cómo voy a convertir esto en un espectáculo en vivo?” Todo son persecuciones». También mencionó que su equipo tenía dificultades para pensar en ideas, incluso relató lo siguiente: «Alguien de mi equipo me dijo que deberíamos devolverles la llamada y decirles que esto no iba a funcionar, y yo le dije que nunca los llamaría para decirles eso porque irían a buscar a alguien que pudiera hacer el trabajo. Tuvimos que resolverlo». Con relación al uso de 3D, Goddard manifestó que él mismo proporcionó la idea de emplear esa tecnología rodeando a la audiencia con el objetivo de ponerla «en medio de la acción».
Se creó una maqueta a gran escala que duplicaba las dimensiones del lugar planeado, un hangar de aviones en el aeropuerto Van Nuys, en el Valle de San Fernando (Florida). La película se filmó en una mina abandonada situada en Eagle Mountain, al norte de Desert Center, y en Ren-Mar Studios (Hollywood), ambas localizaciones en el estado de California. El elenco y el equipo de las dos primeras películas de Terminator regresaron para el rodaje, incluidos Arnold Schwarzenegger como el T-800, Linda Hamilton como Sarah Connor, Robert Patrick como el T-1000 y Edward Furlong como John Connor. Aunque la película se rodó en 65 mm, se pasó a 70 mm para que pudiera ser proyectada en 3D. Para la grabación, que se produjo entre mayo y junio de 1995, se utilizaron equipos de más de 200 kg y cables de cámaras que se movían a 80 km por hora. Se contractó a Ken Jones, del Jet Propulsion Laboratory, para perfeccionar el entrelazamiento de las imágenes en la atracción. Digital Domain creó las imágenes compuestas por ordenador (CGI). Un total de cuarenta y siete artistas de CGI trabajaron en el proyecto durante seis meses; utilizaron el fichero Alias y lo renderizaron con la ayuda del programa RenderMan.
Se invirtieron 24 millones USD en hacer la película, mientras que crear el lugar de la atracción original costó 36 millones USD. Con un total de doce minutos de metraje, se convirtió en la película más cara de la historia por minuto. Cameron, John Bruno y Stan Winston se encargaron de dirigir la elaboración del cortometraje, a la par que Brian Rogers y Chuck Comisky participaron como productores del proyecto. Gary Goddard, Adam J. Bezark y el propio Cameron elaboraron el guion. Brad Fiedel, compositor de la banda sonora de The Terminator y Terminator 2: El juicio final, hizo lo propio para T2 3-D: Battle Across Time; Dani Donadi creó la música del evento previo.

## Lanzamiento y ubicación

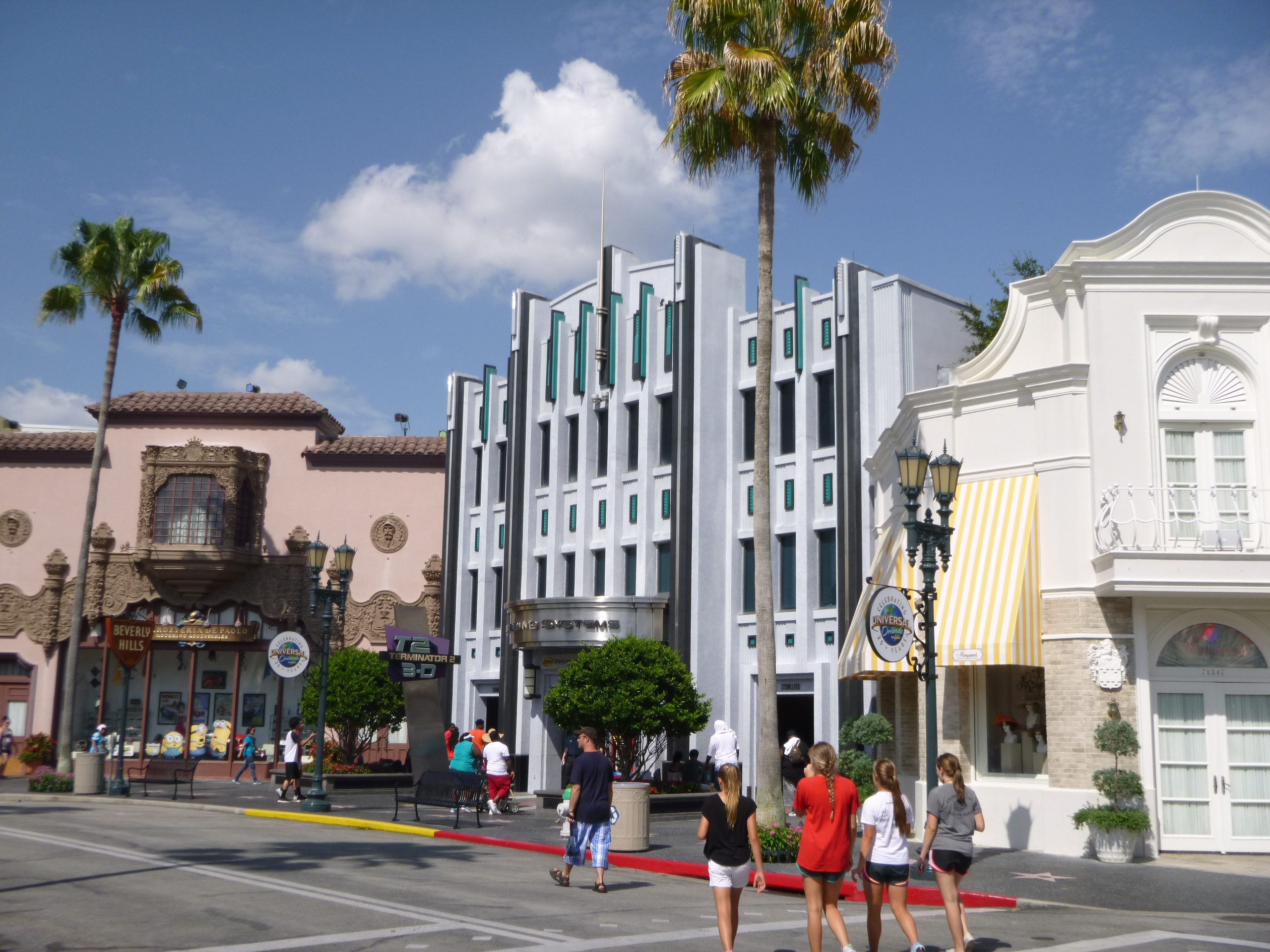
Imagen de la sección Hollywood, en el parque de Florida. El edificio del centro es donde se encontraba la atracción

El 30 de mayo de 1995, Universal Studios Florida anunció que recibiría la atracción T2 3-D: Battle Across Time. Se inauguró el 27 de abril de 1996, con ubicación en el área Hollywood. Casi un año después, el 2 de enero de 1997, se iniciaron las preparaciones para abrir la atracción en Universal Studios Hollywood, en la ciudad de Los Ángeles. La construcción del edificio forzó el cierre de varias atracciones relacionadas con la película An American Tail (1986). En este parque se abrió al público el 6 de mayo de 1999 en la sección Upper Lot. En Universal Studios Japan, en Osaka (Japón), T2 3-D: Battle Across Time se agregó al sector New York y se inauguró 31 de marzo de 2001, al mismo tiempo que el parque temático. La empresa Technifex, con sede en California, proporcionó los efectos especiales y el equipo de espectáculos para la atracción.
Universal Studios Hollywood clausuró su atracción el 31 de diciembre de 2012. Más tarde se anunció como reemplazo Despicable Me Minion Mayhem, ambientada en Despicable Me (2010). En septiembre de 2017, Universal Studios Florida anunció que su versión se cerraría el 8 de octubre. El 15 de octubre de 2019, el parque de Florida anunció que un nuevo espectáculo con temática sobre Jason Bourne llamado The Bourne Stuntacular debutaría en 2020; se estrenó el 30 de junio del mismo año.

## Características técnicas
El conjunto consta de un escenario rodeado por un tríptico de pantallas plateadas contiguas. Cada una de estas tres pantallas mide 7 por 15,2 metros (23 por 50 pies). Se utilizan un total de seis proyectores Iwerks para ejecutar la película 3D de 70 mm simultáneamente a 30 fotogramas por segundo. Respecto al sistema de audio, cuenta con 159 altavoces y 45 620 vatios. En el espectáculo se disparan cartuchos de 9 milímetros y dos ráfagas de escopeta; por motivos de seguridad las armas están modificadas. Los T-70 del parque de Florida disparaban fuego con sus armas, mientras que los de Hollywood lanzaban humo. Hollywood tuvo cuatro T-70 y Florida seis, mismo número que tiene la atracción en el parque japonés; cada uno mide 2,5 metros de alto y más de 1 metro de ancho (8 y 4 pies, respectivamente).
Alrededor de 160 kilómetros (100 millas) de cable se tejen a lo largo de la atracción.  Finalmente, el edificio original ocupó un área de 3437 m² (37 000 pies cuadrados) y Morris Architects diseñó su estructura. Para el espectáculo se encajó la moto del T-800, una Harley-Davidson modelo Fat Boy hecha a medida, sobre unos rieles. Varios elementos de T2 3-D: Battle Across Time han sido patentados por Universal, incluido el efecto de caída del asiento, la combinación de acción en vivo y película, el trío de pantallas de proyección y las armas de asalto simuladas. La versión japonesa tiene una capacidad de 700 personas (con ocho espacios para silla de ruedas) y una duración total de aproximadamente treinta minutos.

## Otras instalaciones

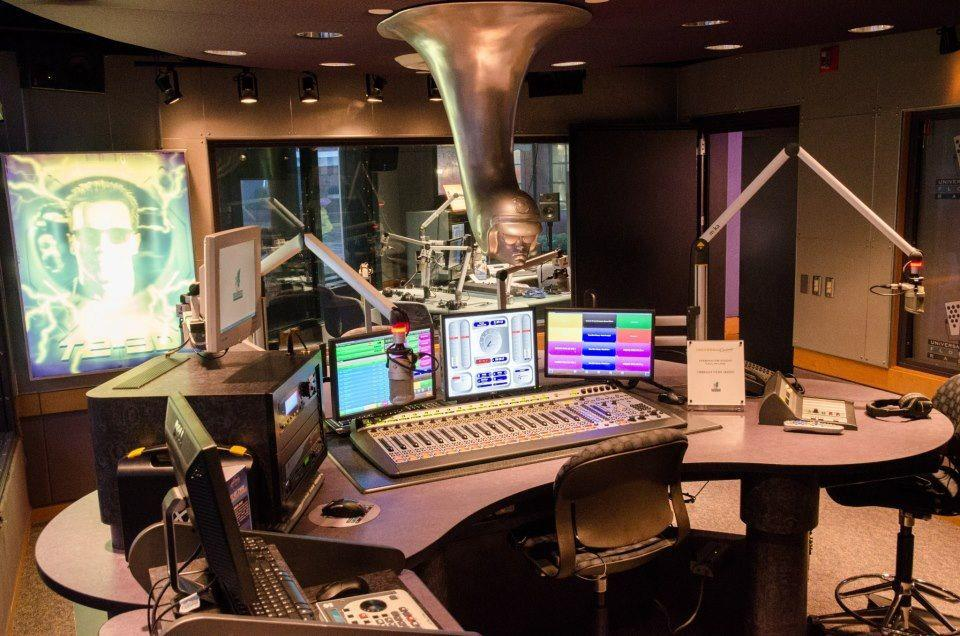
Estación de radio de Florida

Como complemento de la atracción en los diversos parques, se crearon instalaciones adicionales relacionadas con T2 3-D: Battle Across Time. En la sección Hollywood, en Universal Studios Florida, se abrió una tienda llamada Cyber Image que ofrecía ropa y regalos relacionados con la franquicia Terminator. En la tienda había un réplica a escala 1:1 del endoesqueleto del T-800, así como la ropa usada por Arnold Schwarzenegger, Edward Furlong y Linda Hamilton para la grabación del cortometraje mostrado en la atracción. En 2019 se cambió la mercadotecnia de Terminator por productos de series y películas con temática de terror —como Los cazafantasmas, Psicosis y The Walking Dead— y monstruos. En el mismo parque se colocó una estación de radio en la esquina de Hollywood Boulevard y Rodeo Drive, con temática sobre la atracción y la segunda película. Remodelada en 2002, en ella se encuentra un largo eje metálico que se curva hacia abajo con una cabeza plateada del T-1000.
Universal Studios Hollywood inauguró una tienda de nombre T-2 Gear Supplies con productos relacionados con la franquicia. También se situó Cyber Grill, un restaurante que formaba parte del edificio de la atracción. Vendía hamburguesas (incluidas angus con tocino ahumado), pollo asado, costillas de cerdo a la barbacoa, emparedados, palomitas de maíz con camarones y papas fritas, entre otras cosas. Solía estar cerrado en temporada baja y Gru's Lab Cafe lo reemplazó. Enfrente del restaurante y la tienda se puso un fotomatón para que el público pudiera sacarse fotos con la motocicleta característica del T-800. En el Universal Studios de Japón también se estableció una tienda llamada Cyberdyne Product Showcase, en el mismo edificio que la atracción.

## Recepción

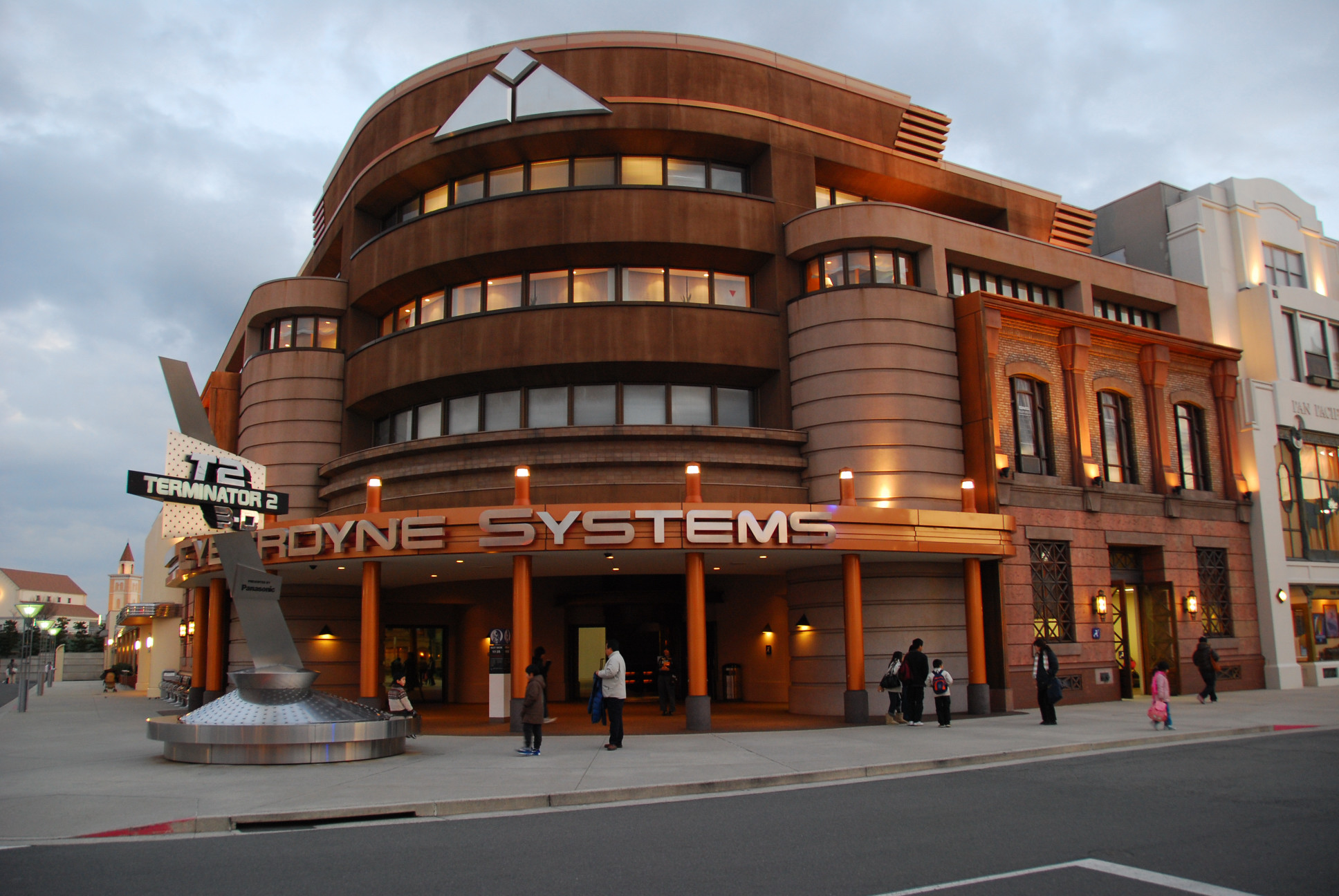
Entrada de la atracción en el parque temático de Japón

En 1996, T2 3-D: Battle Across Time ganó un galardón en la categoría «Premios por logros sobresalientes» de los Themed Entertainment Awards. También consiguió una tercera posición a «Mejor simulador/atracción interactiva» en los Golden Ticket Award, así como dos segundos puestos en las categorías «3D, animatrónicos y efectos» y «Película en 3D/espectáculo de efectos» en los Ultimate Award. Cole Geryak de Laughing Place mencionó en un artículo escrito en 2020: «Cuanto más pienso en los logros técnicos de esta atracción, más me impresiona. Unieron tantas piezas nuevas y antiguas de tecnología de parques temáticos en una atracción, que personalmente todavía considero que es la más avanzada tecnológicamente de todos los tiempos, incluso casi 25 años después». Con relación a la combinación entre el cortometraje y los actores en vivo, dijo que «se las arreglaron para combinar dos tipos de espectáculos completamente diferentes en una de las mejores experiencias para el público». J.C. Maçek III del sitio web de críticas The World's Greatest Critic! declaró que «es más que una película corta, es toda una experiencia». También mencionó que la atracción «es una vivencia completa [y] un viaje increíble que vale la pena ver», y elogió el trabajo de Stan Winston en cuanto a los efectos visuales se refiere. Maçek III puntuó el espectáculo con cuatro sobre cinco estrellas.
El portal Orlandovacation.com aseguró que «es una de las experiencias de parques temáticos más elaboradas y tecnológicamente avanzadas jamás realizadas», así como que «crea una de las ilusiones más impresionantes que encontrarás en cualquiera de los parques de Orlando». Juanma M. Guerreo de Cineycine le dio a la atracción una nota de siete sobre diez. Como «lo mejor», señaló que «el efecto tridimensional ha fascinado a miles de personas durante años, calificando la atracción como una experiencia “única e inigualable”». Asimismo, dijo que «el espectáculo [actuación de los actores en vivo] debe de ser francamente asombroso, ya que independientemente de la propia película en 3D, las escenas de acción en vivo y en directo son uno de los puntos fuertes del asunto».
| Premios recibidos por T2 3-D: Battle Across Time | Premios recibidos por T2 3-D: Battle Across Time | Premios recibidos por T2 3-D: Battle Across Time | Premios recibidos por T2 3-D: Battle Across Time | Premios recibidos por T2 3-D: Battle Across Time |
| Premios                                          | Categoría                                        | Parque                                           | Porcentaje                                       | Resultado                                        |
| ------------------------------------------------ | ------------------------------------------------ | ------------------------------------------------ | ------------------------------------------------ | ------------------------------------------------ |
| Themed Entertainment Awards (1996)               | Premios por logros sobresalientes                | Universal Studios Florida                        | —                                                | Ganador                                          |
| Golden Ticket Awards (1998)                      | Mejor simulador/atracción interactiva            | Universal Studios                                | 15 %                                             | 3.º                                              |
| Ultimate Award (1999)                            | 3D, animatrónicos y efectos                      | Universal Studios Hollywood                      | 16,7 %                                           | 2.º                                              |
| Ultimate Award (1999)                            | Película en 3D/espectáculo de efectos            | Universal Studios Hollywood                      | 20,1 %                                           | 2.º                                              |